# Boat o’ Brig Railway Viaduct
Der Boat o’ Brig Railway Viaduct ist eine Eisenbahnbrücke in der schottischen Council Area Moray. 1987 wurde die Brücke in die schottischen Denkmallisten in der Kategorie B aufgenommen.

## Geschichte
Am Standort befand sich eine Vorgängerbrücke, auf welcher die Bahnstrecke Aberdeen–Inverness den Spey querte. Planer war der schottische Ingenieur Joseph Mitchell. Obschon diese ab Streckenöffnung am 18. August 1858 in Betrieb war, wurde sie vermutlich erst 1860 endgültig fertiggestellt. In den ersten Monaten mussten die Fahrgäste jeweils die Züge an provisorischen Stationen auf beiden Seiten der Brücke verlassen und den Spey zu Fuß auf der parallel liegenden Straßenbrücke überqueren. Die Zuggarnituren wurden ohne Lokomotiven mit Seilen über die Brücke gezogen und erhielten am jeweils anderen Brückenende eine neue Lokomotive.
1906 wurde der alte Plattenträgerviadukt abgetragen und durch die heutige Brücke ersetzt.

## Beschreibung
Der Boat o’ Brig Railway Viaduct überspannt den Spey nahe der faktischen Wüstung Boat o’ Brig zwischen Rothes und Mulben. Er überspannt den Fluss mit einem Brückenfeld von 70,1 Metern Länge. Er wurde als Fachwerkbrücke mit untenliegender Fahrbahn als Ständerfachwerk mit kreuzenden Streben konstruiert. Das Brückendeck ruht auf gemauerten, pilastrierten Widerlagern, die auf einem Bossenwerk gründen und mit Eisbrechern ausgeführt sind. Der von Westen kommende Streckenabschnitt wird über einen Damm auf das Brückenniveau geführt, der sechs Vorlandbögen besitzt. Die rundbögigen Öffnungen weisen Stützweiten von 9,1 Metern auf und sind mit schlichten Schlusssteinen ausgeführt. Diese Vorbrücke miteinbezogen, beträgt die Brückenlänge insgesamt etwa 194 Meter.
Wenige Meter flussaufwärts quert die B9103 den Spey nahe dem Boat of Brig Tollhouse.